# Осока Микели
Осо́ка Мике́ли (лат. Carex michelii) — многолетнее травянистое растение вид рода Осока (Carex) семейства Осоковые (Cyperaceae).

## Ботаническое описание

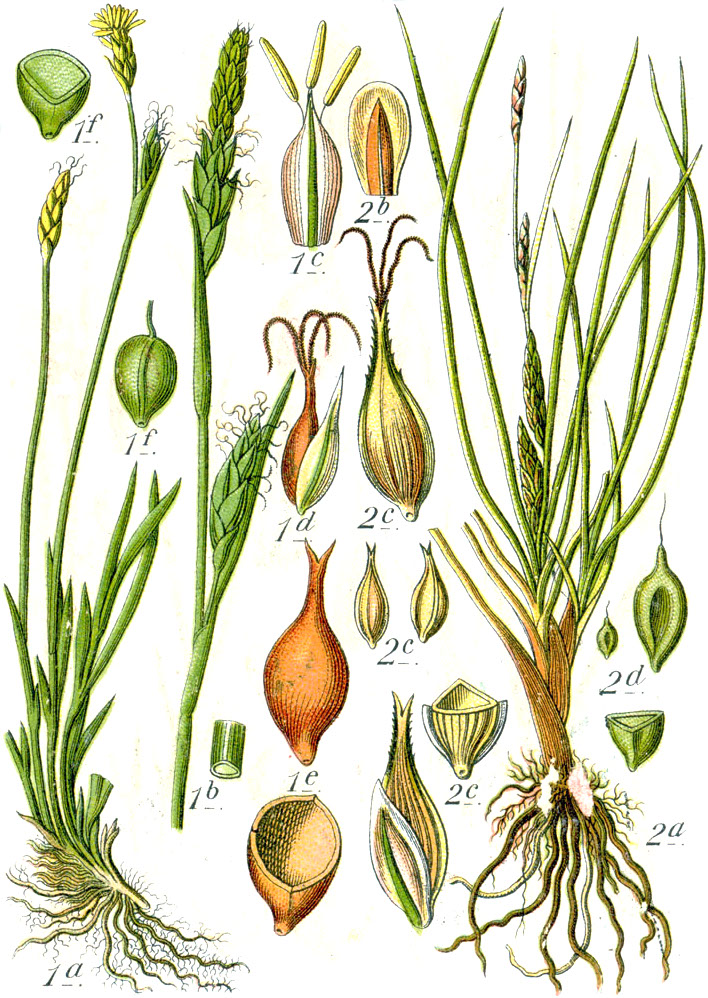
1 — Carex michelii

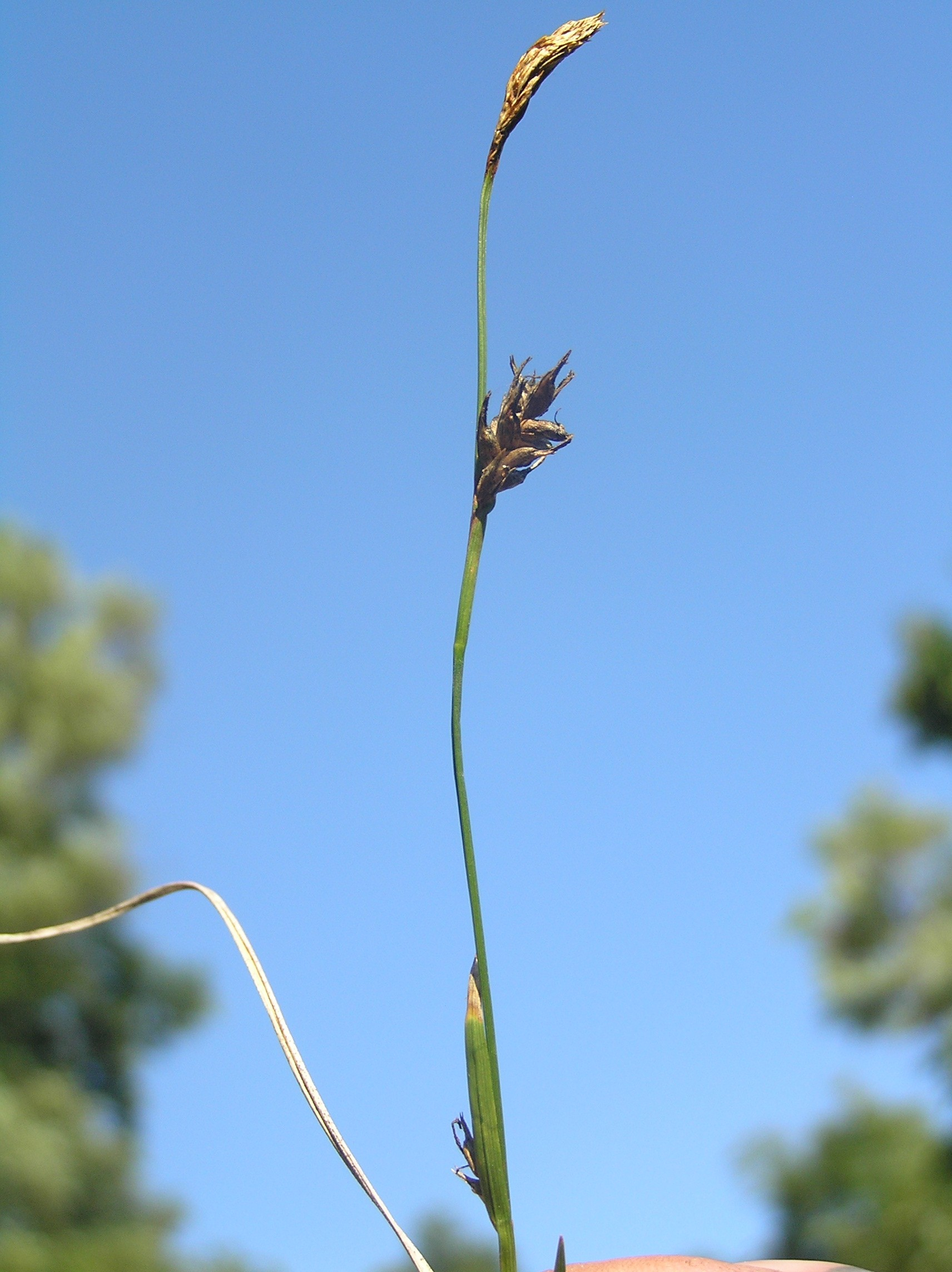
Соцветие, Южная Моравия, Чешская Республика

Растение с длинными, тонкими, ползучими корневищами.
Листовые пластинки 2—3 мм шириной.
Верхний колосок тычиночный, остальные (1)2—3(4) пестичные, немногоцветковые, плотные, продолговатые, с ножками, скрытыми во влагалищах кроющих листьев, большей частью прямостоячие. Чешуи пестичных колосков бледно-зелёные, заострённые или с короткой остью (до 2,5 мм), с тремя жилками. Рылец 3. Мешочки 5—6,5 мм длиной, тупо-трёхгранные, обычно ромбоидальные, в основании клиновидные, рассеянно опушённые, с многочисленными жилками, с удлинённым, 2—2,5 мм длиной двузубчатым носиком. Нижний кроющий лист возможно с длинным влагалищем и с пластинкой короче соцветия.
Плод нередко с глубокими впадинами на гранях.
Число хромосом 2n=40.
Вид описан из Австрии и Венгрии.

## Распространение
Центральная и Южная Европа; Европейская часть России: бассейны Волги и Дона, Причерноземье, западная часть низовья Дона; Украина: средняя часть бассейна Днепра, Карпаты, Крым; Кавказ; Западная Азия: Северо-Восточная Турция.
Растёт в светлых широколиственных лесах, на опушках и полянах, по склонам гор и холмов.